# Случај Нотебом
Случај Нотебом (званично Лихтенштајн против Гватемале) [1955] МСП 1 је колоквијални назив за случај вођен пред Међународним судом правде. Ова институција је испитивала да ли је Фридрих Нотебом држављанин Лихтенштајна, како су он и лихтенштајнска влада тврдили, а шта је његова држава пребивалишта, Гватемала, одбила да призна.

## Позадина
Нотебом, рођен 16. септембра 1881, у Хамбургу у Немачкој, био је немачки држављанин од рођења. Иако је живео у Гватемали од 1905. до 1943. године, никада није затражио тамошње држављанство. 9. октобра 1939, Нотебом је поднео захтев за држављанство Лихтенштајна. Захтев је прихваћен и он је добио пасош ове кнежевине, са којим му је одобрена нова виза за Гватемалу. Потом се вратио у земљу пребивалишта, где је обавестио локалне власти о промени држављанства. Међутим, када је покушао поново да уђе у Гватемалу 1943. године, то му је одбијено, јер тамошње власти нису признале његову натурализацију и сматрале су га немачким држављанином. Ово се доводи у везу са пређашњим уласком Гватемале и њеног главног савезника, Сједињених Америчких Држава у Други светски рат. С обзиром на то да је Нотебом био успешан пословни човек у Гватемали, а нарочито с имајући у виду да је захтев за лихтенштајнско држављанство поднео свега месец дана по избијању сукоба у Европи, верује се да је то учинио како би избегао да буде проглашен грађанином непријатељске државе у случају да рат ескалира (што се касније ипак догодило).
Нотебом је ухапшен и испоручен Сједињеним државама, где је држан у интернацијском логору до краја рата. Његова целокупна имовина у Гватемали је конфискована. По пуштању, остатак живота је провео у Лихтенштајну.
Влада Лихтенштајна је потом покренула пред Међународним судом правде случај због неправедног третмана њеног држављанина од стране владе Гватемале. Међутим, влада Гватемале је тврдила да међународно-правно Нотебом није остварио држављанство Лихтенштајна, са чиме се потом и Суд сагласио. 

## Одлука
Иако је Суд утврдио да је суверено право свих држава да одреде ко су њени држављани, као и ко то може постати у складу са њеним локалним законима, такве ситуације изискују додатно разматрање када је реч о међународном праву и то због питања дипломатске заштите коју државе нуде својим грађанима у иностранству. Суд је успоставио принцип ефективног држављанства, (тзв. Нотебомов принцип) према коме грађанин мора доказати постојање логичне везе са својом наводном државом. Овај принцип се претходно користио само у ситуацијама када би неко поседовао двојно држављанство, како би се одредило чије држављанство треба да има приоритет у одређеним ситуацијама. Ипак, треба имати у виду да се Нотебом одрекао немачког држављанства и стога је поседовао само лихтештајнско. Зато је остало неразјашњено ко је могао да гарантује Нотебому дипломатску заштиту. 

## Значај
Случај Нотебом се често цитира у многобројним савременим дефиницијама држављанства.